# هیشن
هیشن (به لاتین: Heshan, Guangdong) یک county-level city در جمهوری خلق چین است که در ژیانگمن واقع شده‌است.

## خصوصیات
هیشن ۱٬۱۰۸٫۳ کیلومترمربع مساحت و ۴۹۲٬۸۱۴ نفر جمعیت دارد.